# 王則古
王則古（？—？），字继则，别號具茨，河南開封府禹州人。明朝政治人物。

## 生平
万历三十四年（1606年）丙午科河南鄉試第六名舉人，四十一年（1613年）登癸丑科进士，授雄县知县，调任宝坻县知县。以事贬江西藩司幕。天啓元年（1621年）起用为济南府推官，升大理评事。二年调兵部职方司主事，力薦馬世龍爲遼将，當道疾其戆直，中以察典。起復工部主事，管荆州抽分，时魏忠贤专政，因则古与东林党赵南星友好，受株连削职。魏忠贤败，崇祯元年（1628年）起用为南礼部主事，历员外、郎中，三年升任大同府知府。四年移任山西冀北道参议。因与镇守总监意见不合，称病辞官归里。

## 家族
兄王述古，號鍾嵩，万历十七年進士，山西布政使。